# マンガー・ブラザーズ
『マンガー・ブラザーズ』（Brothers）は、マックス・バーバコウ監督、メイコン・ブレア脚本、イータン・コーエン原作、Amazon MGMスタジオによる2024年公開のアメリカ合衆国のクライム・コメディ映画。
2024年10月10日にAmazon MGMスタジオよりアメリカの一部の劇場で公開され、1週間後の10月17日にAmazonプライムビデオで全世界配信された。

## キャスト
※括弧内は日本語吹替。
- モーク・マンガー - ジョシュ・ブローリン（大塚芳忠）
- ジェイディ・マンガー - ピーター・ディンクレイジ（森川智之）
- アビー・マンガー＝ジェイコブソン - テイラー・ペイジ（英語版）（伊瀬茉莉也）
- ファーフル - ブレンダン・フレイザー（堀内賢雄）
- ファーフル判事 - M・エメット・ウォルシュ（佐々木省三）
- キャス・マンガー - グレン・クローズ（高島雅羅）
  - 若い頃のキャス - ジェニファー・ランドン（佐古真弓）
- グレン - ジョシュア・ミケル（佐藤せつじ）
- ベセスダ - マリサ・トメイ（安藤麻吹）※ノンクレジット
- 日本語吹替版その他出演：福西勝也、岩中睦樹、田所陽向、霧生晃司、峰晃弘、アナンド雪、杉崎亮、伊吹茅紘、西垣俊作、城内由茄子

- 日本語吹替版制作スタッフ 演出：大浦伸浩、翻訳：チオキ真理、吹替監修：田辺愛奈、制作：JVCケンウッド・ビデオテック

## 公開
2023年10月、Amazon MGMスタジオが本作の配給権を取得した。2024年10月10日に米国の一部の劇場で公開され、2024年10月17日よりAmazonプライムビデオで初公開された。